# Astraptes anaphus
Astraptes anaphus is een vlinder uit de familie van de dikkopjes (Hesperiidae). De wetenschappelijke naam van de soort is voor het eerst geldig gepubliceerd in 1777 door Pieter Cramer.